# Анджей Тарковський
Анджей Кшиштоф Тарковський (пол. Andrzej Krzysztof Tarkowski; 4 травня 1933, Варшава — 23 вересня 2016) — польський ембріолог, професор Варшавського університету. Він найбільш відомий своїми новаторськими дослідженнями ембріонів і бластомерів, які створили теоретичну і практичну основу для досягнень біології та медицини XX століття — екстракорпорального запліднення, клонування і відкриття стовбурових клітин. У 2002 році Тарковський разом з Енн Макларен отримали Премію Японії за відкриття, що стосуються раннього розвитку ембріонів ссавців.

## Кар'єра
У 1950 році Тарковський вступив на навчання на факультет біології та наук про Землю (нині біологічний факультет) Варшавського університету. Він закінчив його в 1955 році зі ступенем магістра. У 1959 році захистив кандидатську дисертацію, а в 1963 році — докторську дисертацію на біологічному факультеті Варшавського університету. У 1972 році був призначений професором. Врешті-решт він отримав повне професорське звання в 1978 році. З 1964 року і до виходу на пенсію у 2003 році був завідувачем кафедри ембріології, а протягом двох періодів (1972—1981; 1987—2003) очолював Інститут зоології біологічного факультету Варшавського університету.
Тарковський робив внесок у міжнародну науку протягом усього свого професійного життя. Він співпрацював з багатьма дослідницькими центрами по всьому світу. Він був науковим співробітником Фонду Рокфеллера на кафедрі зоології Університетського коледжу Північного Уельсу (Велика Британія), а також запрошеним професором Королівського товариства в Оксфордському університеті (Велика Британія), Нью-Йоркському університеті Рокфеллера (США), Університеті Аделаїди (Австралія), Інституті Жака Моно та Паризькому університеті (Франція). Тарковський також був членом Польської академії наук, Польської академії мистецтв і наук, Французької академії наук, Американської академії наук та Academia Europaea. У 1997—2004 роках він також був членом Консультативної ради Фундації польської науки.
У 2003 році професор Тарковський вийшов на пенсію.